# Iglesia de la Asunción de la Virgen María (Bar)
La iglesia de la Asunción de la Virgen María (en ucraniano: Церква Успіння Пресвятої Богородиці) es una iglesia ortodoxa ucraniana que se sitúa en Bar, en el óblast de Vínnitsa de Ucrania. El templo es una de las sedes eparquía de Vínnitsia y Bar.   

## Historia
El inicio de la construcción se considera en 1755, cuando se colocó la primera piedra. Los registros de la iglesia de 1802 afirman que el edificio se completó en 1770. Las fuentes históricas de 1817 también contienen información sobre la construcción del templo de 1760. Hay otra versión de la fecha de finalización de la construcción en 1757, que se indica en fuentes que datan de 1828, y es esta fecha la que se menciona con mayor frecuencia. 
En 1838, debido a una grieta en la cúpula, la iglesia empezó a necesitar importantes obras de reparación, que duraron hasta 1851. 
A principios del siglo XX, la iglesia tenía un iconostasio, que fue reformado en la primera mitad del siglo XIX.

## Arquitectura
La iglesia ha sufrido algunos cambios arquitectónicos a lo largo de los siglos. Inicialmente, el edificio era cruciforme con balcón y una cúpula. El balcón estaba en la fachada occidental y los días festivos tocaba allí la orquesta. Durante una importante renovación en 1851, se cambió la apariencia de la cúpula y se construyó un campanario de tres niveles. Hay opiniones interesantes de que Iván Grigoróvich-Barski, el arquitecto de Kiev, tuvo algo que ver con la construcción de la Iglesia de la Dormición.
La iglesia alberga dos iconos antiguos: "Madre de Dios" y "San Nicolás". El primero estuvo mucho tiempo en la iglesias de la Trinidad de Mikolaiv y luego llegó a la iglesia, mientras que el segundo se cree que fue traído por Bona Sforza de Milán y tiene origen en Bari.

## Galería

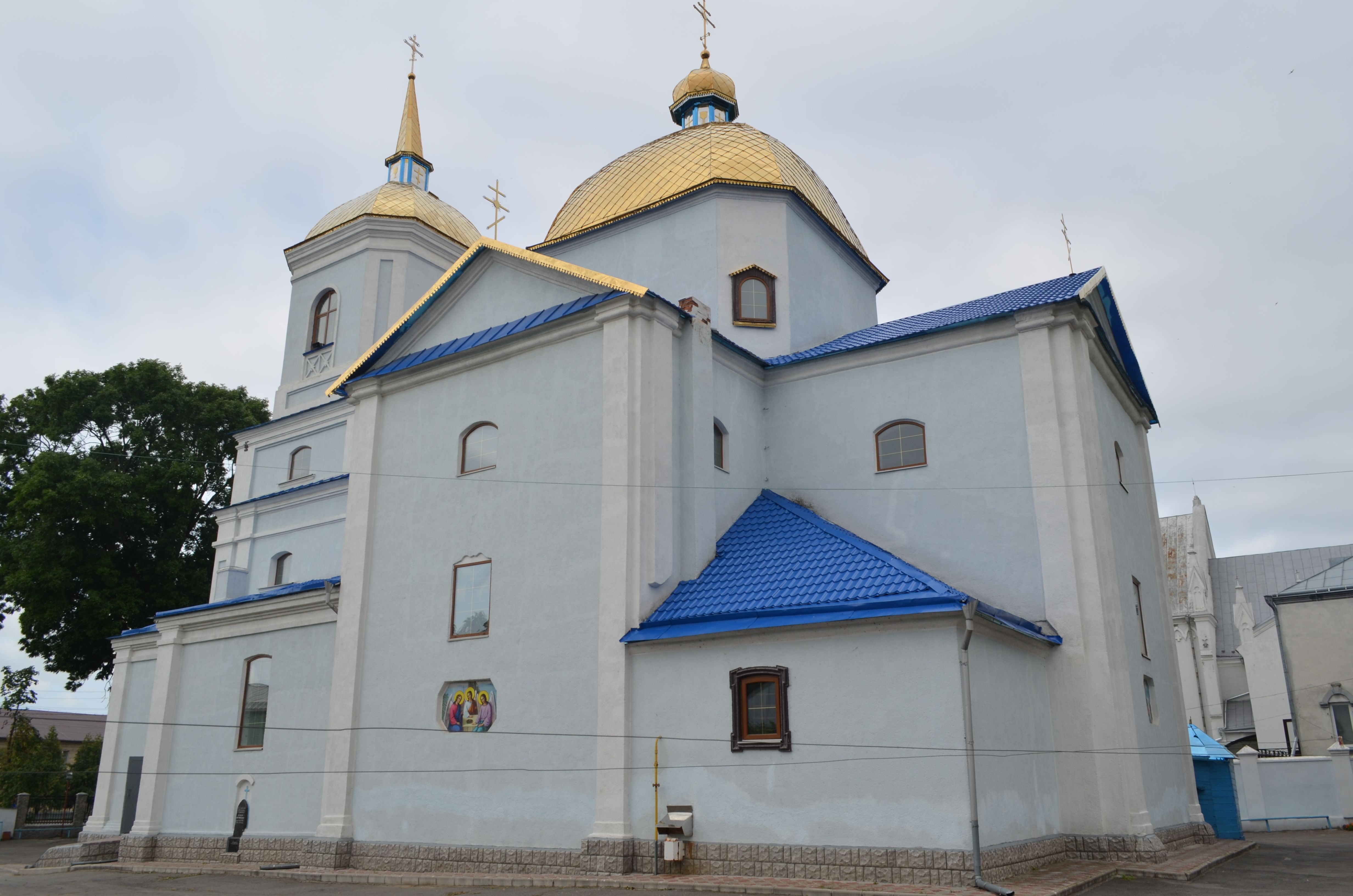
Lateral de la iglesia
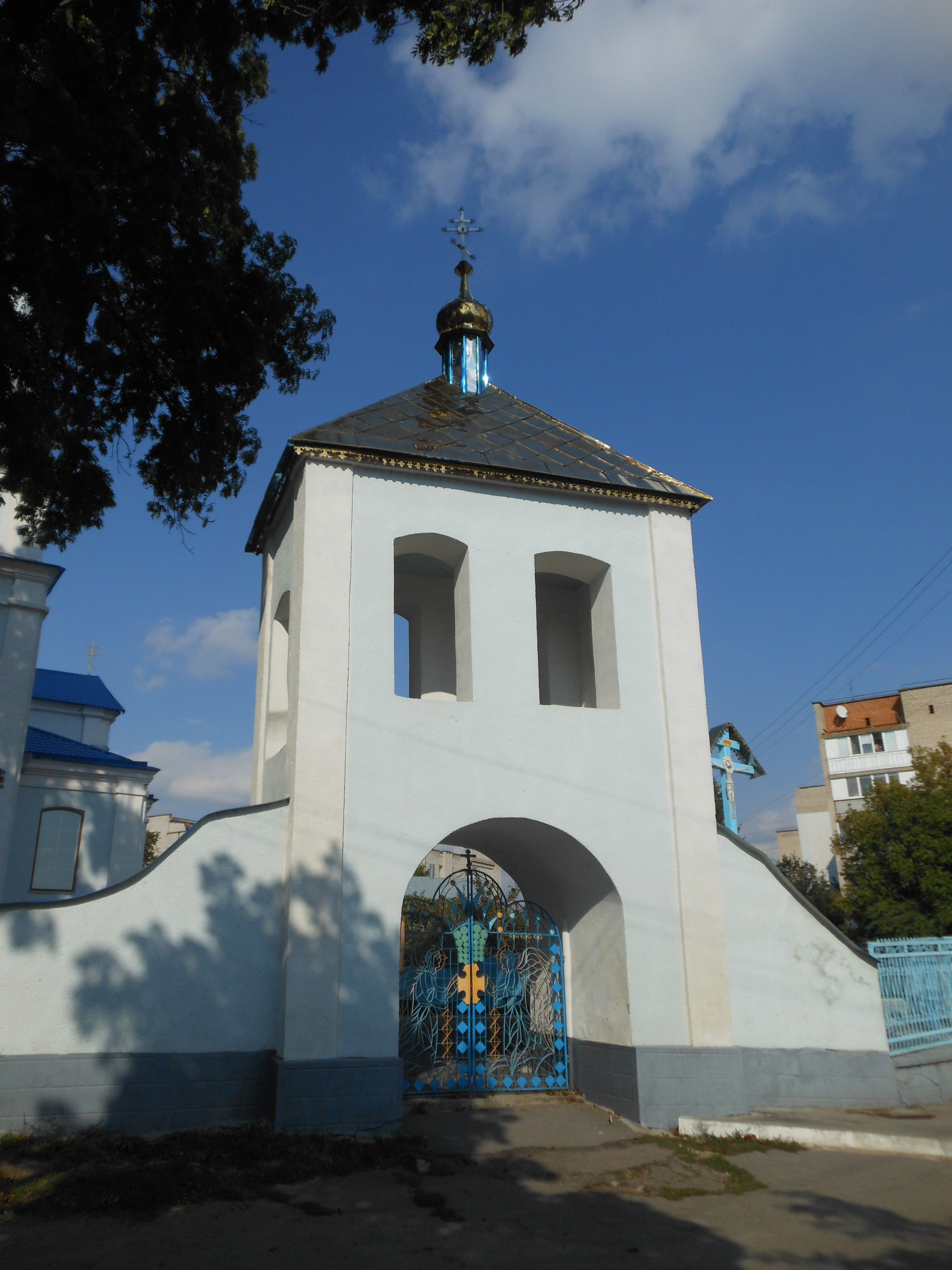
Entrada al recinto eclesiástico
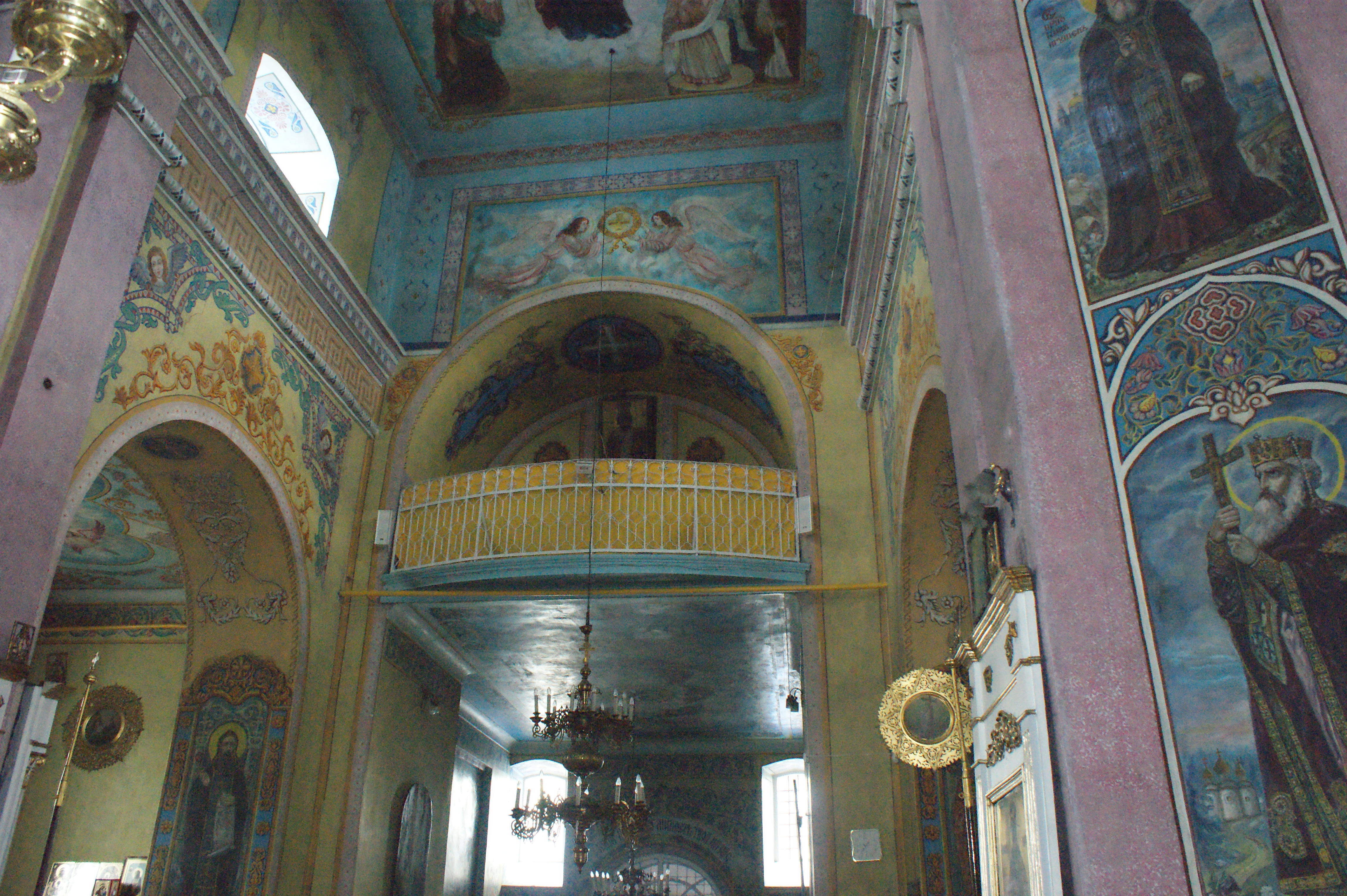
Interior de la iglesia
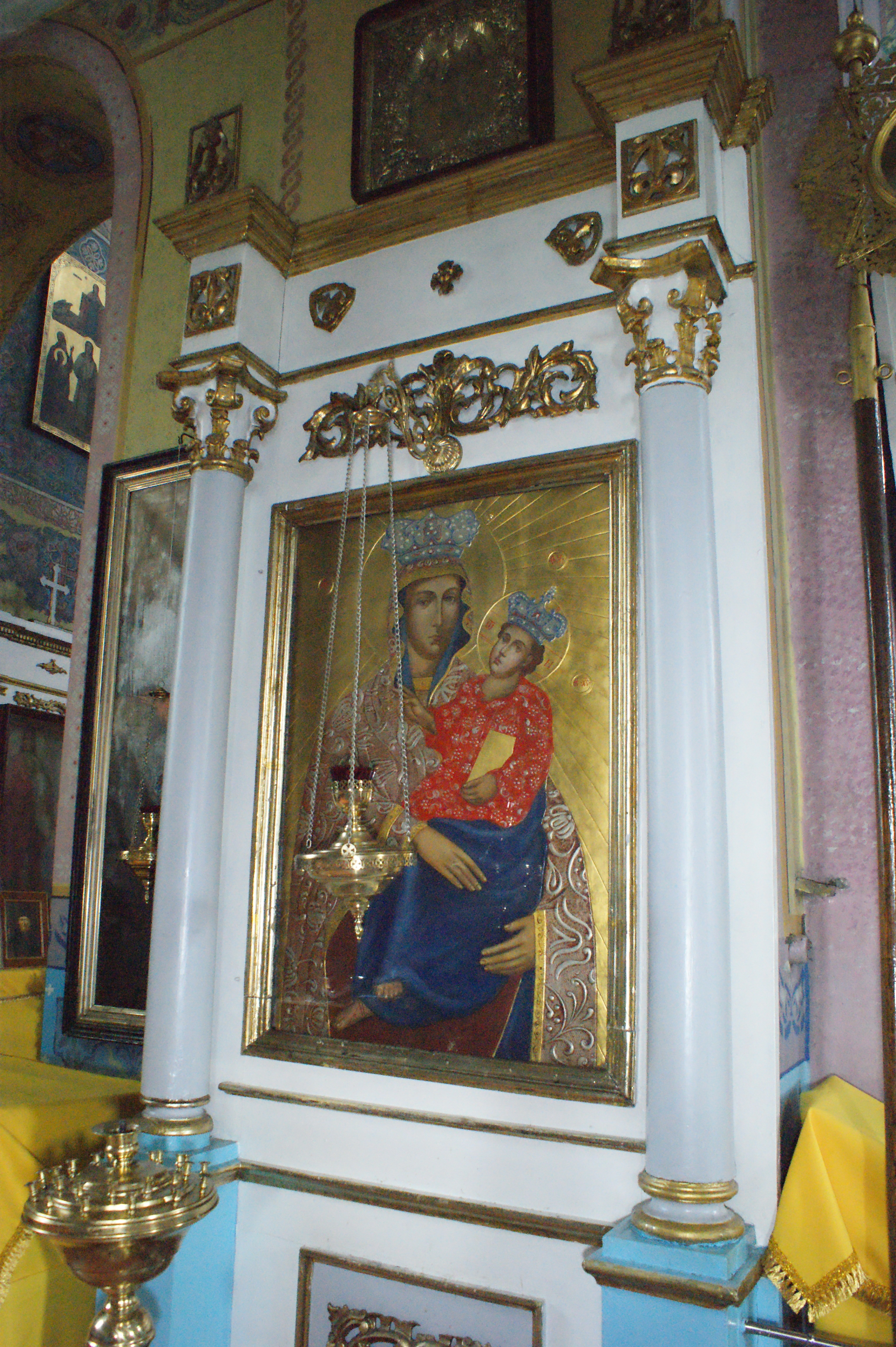
Icono Madre de Dios